# Список астероїдів (189901—190000)
| Назва                | Тимчасове позначення | Дата відкриття    | Місце відкриття             | Відкривач                     |
| -------------------- | -------------------- | ----------------- | --------------------------- | ----------------------------- |
| (189901) 2003 SQ86   | 2003 SQ86            | 16 вересня 2003   | Паломарська обсерваторія    | NEAT                          |
| (189902) 2003 SN95   | 2003 SN95            | 19 вересня 2003   | Паломарська обсерваторія    | NEAT                          |
| (189903) 2003 SW95   | 2003 SW95            | 19 вересня 2003   | Паломарська обсерваторія    | NEAT                          |
| (189904) 2003 SM99   | 2003 SM99            | 19 вересня 2003   | Обсерваторія Галеакала      | NEAT                          |
| (189905) 2003 SO99   | 2003 SO99            | 19 вересня 2003   | Обсерваторія Галеакала      | NEAT                          |
| (189906) 2003 SU100  | 2003 SU100           | 20 вересня 2003   | Обсерваторія Дезерт-Іґл     | Вільям Йон                    |
| (189907) 2003 SH108  | 2003 SH108           | 20 вересня 2003   | Паломарська обсерваторія    | NEAT                          |
| (189908) 2003 SQ109  | 2003 SQ109           | 20 вересня 2003   | Обсерваторія Кітт-Пік       | Spacewatch                    |
| (189909) 2003 SB110  | 2003 SB110           | 20 вересня 2003   | Паломарська обсерваторія    | NEAT                          |
| (189910) 2003 SO110  | 2003 SO110           | 20 вересня 2003   | Паломарська обсерваторія    | NEAT                          |
| (189911) 2003 ST115  | 2003 ST115           | 16 вересня 2003   | Паломарська обсерваторія    | NEAT                          |
| (189912) 2003 SJ117  | 2003 SJ117           | 16 вересня 2003   | Обсерваторія Кітт-Пік       | Spacewatch                    |
| (189913) 2003 SR117  | 2003 SR117           | 16 вересня 2003   | Паломарська обсерваторія    | NEAT                          |
| (189914) 2003 SZ118  | 2003 SZ118           | 16 вересня 2003   | Обсерваторія Кітт-Пік       | Spacewatch                    |
| (189915) 2003 SM138  | 2003 SM138           | 20 вересня 2003   | Сокорро (Нью-Мексико)       | LINEAR                        |
| (189916) 2003 SD141  | 2003 SD141           | 19 вересня 2003   | Паломарська обсерваторія    | NEAT                          |
| (189917) 2003 SV141  | 2003 SV141           | 20 вересня 2003   | Станція Кампо Імператоре    | CINEOS                        |
| (189918) 2003 SH143  | 2003 SH143           | 20 вересня 2003   | Сокорро (Нью-Мексико)       | LINEAR                        |
| (189919) 2003 SY144  | 2003 SY144           | 19 вересня 2003   | Паломарська обсерваторія    | NEAT                          |
| (189920) 2003 SE150  | 2003 SE150           | 17 вересня 2003   | Сокорро (Нью-Мексико)       | LINEAR                        |
| (189921) 2003 SW154  | 2003 SW154           | 19 вересня 2003   | Станція Андерсон-Меса       | LONEOS                        |
| (189922) 2003 SW160  | 2003 SW160           | 17 вересня 2003   | Обсерваторія Кітт-Пік       | Spacewatch                    |
| (189923) 2003 SD169  | 2003 SD169           | 23 вересня 2003   | Обсерваторія Галеакала      | NEAT                          |
| (189924) 2003 SM172  | 2003 SM172           | 18 вересня 2003   | Сокорро (Нью-Мексико)       | LINEAR                        |
| (189925) 2003 SC174  | 2003 SC174           | 18 вересня 2003   | Паломарська обсерваторія    | NEAT                          |
| (189926) 2003 SP183  | 2003 SP183           | 21 вересня 2003   | Сокорро (Нью-Мексико)       | LINEAR                        |
| (189927) 2003 SH191  | 2003 SH191           | 18 вересня 2003   | Паломарська обсерваторія    | NEAT                          |
| (189928) 2003 SV191  | 2003 SV191           | 19 вересня 2003   | Паломарська обсерваторія    | NEAT                          |
| (189929) 2003 SW191  | 2003 SW191           | 19 вересня 2003   | Паломарська обсерваторія    | NEAT                          |
| 189930 Jeanneherbert | 2003 SR200           | 22 вересня 2003   | Обсерваторія Джанк-Бонд     | Девід Гілі                    |
| (189931) 2003 SE202  | 2003 SE202           | 22 вересня 2003   | Станція Андерсон-Меса       | LONEOS                        |
| (189932) 2003 SX203  | 2003 SX203           | 22 вересня 2003   | Станція Андерсон-Меса       | LONEOS                        |
| (189933) 2003 SW208  | 2003 SW208           | 23 вересня 2003   | Паломарська обсерваторія    | NEAT                          |
| (189934) 2003 SW213  | 2003 SW213           | 26 вересня 2003   | Паломарська обсерваторія    | NEAT                          |
| (189935) 2003 SH230  | 2003 SH230           | 24 вересня 2003   | Паломарська обсерваторія    | NEAT                          |
| (189936) 2003 SO243  | 2003 SO243           | 28 вересня 2003   | Обсерваторія Кітт-Пік       | Spacewatch                    |
| (189937) 2003 SK270  | 2003 SK270           | 24 вересня 2003   | Обсерваторія Галеакала      | NEAT                          |
| (189938) 2003 SS275  | 2003 SS275           | 29 вересня 2003   | Сокорро (Нью-Мексико)       | LINEAR                        |
| (189939) 2003 SF286  | 2003 SF286           | 20 вересня 2003   | Паломарська обсерваторія    | NEAT                          |
| (189940) 2003 SV291  | 2003 SV291           | 30 вересня 2003   | Сокорро (Нью-Мексико)       | LINEAR                        |
| (189941) 2003 SJ294  | 2003 SJ294           | 28 вересня 2003   | Сокорро (Нью-Мексико)       | LINEAR                        |
| (189942) 2003 SC297  | 2003 SC297           | 18 вересня 2003   | Обсерваторія Галеакала      | NEAT                          |
| (189943) 2003 SD297  | 2003 SD297           | 18 вересня 2003   | Обсерваторія Галеакала      | NEAT                          |
| (189944) 2003 TX     | 2003 TX              | 3 жовтня 2003     | Обсерваторія Столова Гора   | Дж. Янґ                       |
| (189945) 2003 TP3    | 2003 TP3             | 4 жовтня 2003     | Обсерваторія Ґудрайк-Піґотт | В. Редді                      |
| (189946) 2003 TO10   | 2003 TO10            | 14 жовтня 2003    | Паломарська обсерваторія    | NEAT                          |
| (189947) 2003 TF17   | 2003 TF17            | 15 жовтня 2003    | Станція Андерсон-Меса       | LONEOS                        |
| 189948 Richswanson   | 2003 UM4             | 16 жовтня 2003    | Обсерваторія Джанк-Бонд     | Девід Гілі                    |
| (189949) 2003 UY4    | 2003 UY4             | 17 жовтня 2003    | Сокорро (Нью-Мексико)       | LINEAR                        |
| (189950) 2003 UC7    | 2003 UC7             | 16 жовтня 2003    | Станція Андерсон-Меса       | LONEOS                        |
| (189951) 2003 UX23   | 2003 UX23            | 22 жовтня 2003    | Обсерваторія Квістаберг     | Астероїдний огляд Уппсала-DLR |
| (189952) 2003 UM35   | 2003 UM35            | 16 жовтня 2003    | Паломарська обсерваторія    | NEAT                          |
| (189953) 2003 UA56   | 2003 UA56            | 19 жовтня 2003    | Обсерваторія Ґудрайк-Піґотт | Рой Такер                     |
| (189954) 2003 UA59   | 2003 UA59            | 16 жовтня 2003    | Паломарська обсерваторія    | NEAT                          |
| (189955) 2003 UQ60   | 2003 UQ60            | 16 жовтня 2003    | Паломарська обсерваторія    | NEAT                          |
| (189956) 2003 UX62   | 2003 UX62            | 16 жовтня 2003    | Паломарська обсерваторія    | NEAT                          |
| (189957) 2003 UZ62   | 2003 UZ62            | 16 жовтня 2003    | Паломарська обсерваторія    | NEAT                          |
| (189958) 2003 UK64   | 2003 UK64            | 16 жовтня 2003    | Станція Андерсон-Меса       | LONEOS                        |
| (189959) 2003 UQ65   | 2003 UQ65            | 16 жовтня 2003    | Паломарська обсерваторія    | NEAT                          |
| (189960) 2003 UE75   | 2003 UE75            | 17 жовтня 2003    | Станція Андерсон-Меса       | LONEOS                        |
| (189961) 2003 UJ87   | 2003 UJ87            | 19 жовтня 2003    | Станція Андерсон-Меса       | LONEOS                        |
| (189962) 2003 UF124  | 2003 UF124           | 20 жовтня 2003    | Сокорро (Нью-Мексико)       | LINEAR                        |
| (189963) 2003 UA143  | 2003 UA143           | 18 жовтня 2003    | Станція Андерсон-Меса       | LONEOS                        |
| (189964) 2003 UB190  | 2003 UB190           | 22 жовтня 2003    | Обсерваторія Кітт-Пік       | Spacewatch                    |
| (189965) 2003 UB194  | 2003 UB194           | 20 жовтня 2003    | Сокорро (Нью-Мексико)       | LINEAR                        |
| (189966) 2003 UV200  | 2003 UV200           | 21 жовтня 2003    | Сокорро (Нью-Мексико)       | LINEAR                        |
| (189967) 2003 UL220  | 2003 UL220           | 21 жовтня 2003    | Обсерваторія Кітт-Пік       | Spacewatch                    |
| (189968) 2003 UG256  | 2003 UG256           | 25 жовтня 2003    | Сокорро (Нью-Мексико)       | LINEAR                        |
| (189969) 2003 UP276  | 2003 UP276           | 30 жовтня 2003    | Сокорро (Нью-Мексико)       | LINEAR                        |
| (189970) 2003 WJ74   | 2003 WJ74            | 20 листопада 2003 | Сокорро (Нью-Мексико)       | LINEAR                        |
| (189971) 2003 WF86   | 2003 WF86            | 21 листопада 2003 | Сокорро (Нью-Мексико)       | LINEAR                        |
| (189972) 2003 WB154  | 2003 WB154           | 29 листопада 2003 | Сокорро (Нью-Мексико)       | LINEAR                        |
| (189973) 2003 XE11   | 2003 XE11            | 13 грудня 2003    | Сокорро (Нью-Мексико)       | LINEAR                        |
| (189974) 2003 XU34   | 2003 XU34            | 3 грудня 2003     | Сокорро (Нью-Мексико)       | LINEAR                        |
| (189975) 2003 YN62   | 2003 YN62            | 19 грудня 2003    | Сокорро (Нью-Мексико)       | LINEAR                        |
| (189976) 2004 BU27   | 2004 BU27            | 18 січня 2004     | Паломарська обсерваторія    | NEAT                          |
| (189977) 2004 CB32   | 2004 CB32            | 12 лютого 2004    | Обсерваторія Кітт-Пік       | Spacewatch                    |
| (189978) 2004 CL77   | 2004 CL77            | 11 лютого 2004    | Паломарська обсерваторія    | NEAT                          |
| (189979) 2004 DG18   | 2004 DG18            | 18 лютого 2004    | Обсерваторія Галеакала      | NEAT                          |
| (189980) 2004 DH24   | 2004 DH24            | 19 лютого 2004    | Сокорро (Нью-Мексико)       | LINEAR                        |
| (189981) 2004 DM31   | 2004 DM31            | 17 лютого 2004    | Сокорро (Нью-Мексико)       | LINEAR                        |
| (189982) 2004 EE20   | 2004 EE20            | 14 березня 2004   | Обсерваторія Кітт-Пік       | Spacewatch                    |
| (189983) 2004 ER44   | 2004 ER44            | 15 березня 2004   | Обсерваторія Кітт-Пік       | Spacewatch                    |
| (189984) 2004 EX67   | 2004 EX67            | 15 березня 2004   | Каталінський огляд          | Каталінський огляд            |
| (189985) 2004 FL2    | 2004 FL2             | 16 березня 2004   | Каталінський огляд          | Каталінський огляд            |
| (189986) 2004 FR3    | 2004 FR3             | 18 березня 2004   | Сокорро (Нью-Мексико)       | LINEAR                        |
| (189987) 2004 FP5    | 2004 FP5             | 19 березня 2004   | Паломарська обсерваторія    | NEAT                          |
| (189988) 2004 FR28   | 2004 FR28            | 23 березня 2004   | Сокорро (Нью-Мексико)       | LINEAR                        |
| (189989) 2004 FX80   | 2004 FX80            | 16 березня 2004   | Сокорро (Нью-Мексико)       | LINEAR                        |
| (189990) 2004 FF146  | 2004 FF146           | 31 березня 2004   | Обсерваторія Кітт-Пік       | Spacewatch                    |
| (189991) 2004 GR     | 2004 GR              | 9 квітня 2004     | Обсерваторія Сайдинг-Спрінг | Обсерваторія Сайдинг-Спрінг   |
| (189992) 2004 GA22   | 2004 GA22            | 12 квітня 2004    | Паломарська обсерваторія    | NEAT                          |
| (189993) 2004 GO29   | 2004 GO29            | 12 квітня 2004    | Станція Андерсон-Меса       | LONEOS                        |
| (189994) 2004 GH33   | 2004 GH33            | 12 квітня 2004    | Паломарська обсерваторія    | NEAT                          |
| (189995) 2004 GJ38   | 2004 GJ38            | 15 квітня 2004    | Каталінський огляд          | Каталінський огляд            |
| (189996) 2004 GW60   | 2004 GW60            | 14 квітня 2004    | Паломарська обсерваторія    | NEAT                          |
| (189997) 2004 HF3    | 2004 HF3             | 16 квітня 2004    | Сокорро (Нью-Мексико)       | LINEAR                        |
| (189998) 2004 HX6    | 2004 HX6             | 16 квітня 2004    | Сокорро (Нью-Мексико)       | LINEAR                        |
| (189999) 2004 HB11   | 2004 HB11            | 19 квітня 2004    | Сокорро (Нью-Мексико)       | LINEAR                        |
| (190000) 2004 HG19   | 2004 HG19            | 19 квітня 2004    | Сокорро (Нью-Мексико)       | LINEAR                        |